# Arrondissement di Lure
L'arrondissement di Lure è una suddivisione amministrativa francese, situata nel dipartimento dell'Alta Saona nella regione della Borgogna-Franca Contea. La sua popolazione è di 109,260 (2016), e la sua area è di 1,906.2 km².

## Composizione

### Comuni
I comuni dell'arrondissement di Lure e i loro codici INSEE sono:
1. Abelcourt (70001)
2. Adelans-et-le-Val-de-Bithaine (70004)
3. Aillevans (70005)
4. Aillevillers-et-Lyaumont (70006)
5. Ailloncourt (70007)
6. Ainvelle (70008)
7. Alaincourt (70010)
8. Amage (70011)
9. Ambiévillers (70013)
10. Amblans-et-Velotte (70014)
11. Amont-et-Effreney (70016)
12. Anchenoncourt-et-Chazel (70017)
13. Andornay (70021)
14. Anjeux (70023)
15. Arpenans (70029)
16. Athesans-Étroitefontaine (70031)
17. Autrey-le-Vay (70042)
18. Les Aynans (70046)
19. La Basse-Vaivre (70051)
20. Bassigney (70052)
21. Baudoncourt (70055)
22. Belfahy (70061)
23. Belmont (70062)
24. Belonchamp (70063)
25. Belverne (70064)
26. Betoncourt-lès-Brotte (70067)
27. Betoncourt-Saint-Pancras (70069)
28. Beulotte-Saint-Laurent (70071)
29. Beveuge (70072)
30. Bouhans-lès-Lure (70081)
31. Bouligney (70083)
32. Breuches (70093)
33. Breuchotte (70094)
34. Brevilliers (70096)
35. Briaucourt (70097)
36. Brotte-lès-Luxeuil (70098)
37. La Bruyère (70103)
38. Chagey (70116)
39. Châlonvillars (70117)
40. Champagney (70120)
41. Champey (70121)
42. La Chapelle-lès-Luxeuil (70128)
43. Châteney (70140)
44. Châtenois (70141)
45. Chavanne (70147)
46. Chenebier (70149)
47. Citers (70155)
48. Clairegoutte (70157)
49. Coisevaux (70160)
50. Conflans-sur-Lanterne (70168)
51. Corbenay (70171)
52. La Corbière (70172)
53. Corravillers (70176)
54. La Côte (70178)
55. Courchaton (70180)
56. Courmont (70182)
57. Couthenans (70184)
58. La Creuse (70186)
59. Crevans-et-la-Chapelle-lès-Granges (70187)
60. Creveney (70188)
61. Cuve (70194)
62. Dambenoît-lès-Colombe (70195)
63. Dampierre-lès-Conflans (70196)
64. Dampvalley-Saint-Pancras (70200)
65. Demangevelle (70202)
66. Échavanne (70205)
67. Échenans-sous-Mont-Vaudois (70206)
68. Écromagny (70210)
69. Éhuns (70213)
70. Errevet (70215)
71. Esboz-Brest (70216)
72. Esmoulières (70217)
73. Esprels (70219)
74. Étobon (70221)
75. Fallon (70226)
76. Faucogney-et-la-Mer (70227)
77. Faymont (70229)
78. Les Fessey (70233)
79. Fleurey-lès-Saint-Loup (70238)
80. Fontaine-lès-Luxeuil (70240)
81. Fontenois-la-Ville (70242)
82. Fougerolles-Saint-Valbert (70245)
83. Frahier-et-Chatebier (70248)
84. Francalmont (70249)
85. Franchevelle (70250)
86. Frédéric-Fontaine (70254)
87. Fresse (70256)
88. Froideconche (70258)
89. Froideterre (70259)
90. Frotey-lès-Lure (70260)
91. Genevreuille (70262)
92. Genevrey (70263)
93. Georfans (70264)
94. Girefontaine (70269)
95. Gouhenans (70271)
96. Grammont (70273)
97. Granges-la-Ville (70276)
98. Granges-le-Bourg (70277)
99. Haut-du-Them-Château-Lambert (70283)
100. Hautevelle (70284)
101. Héricourt (70285)
102. Hurecourt (70287)
103. Jasney (70290)
104. Lantenot (70294)
105. La Lanterne-et-les-Armonts (70295)
106. Linexert (70304)
107. Lomont (70306)
108. Longevelle (70307)
109. La Longine (70308)
110. Lure (70310)
111. Luxeuil-les-Bains (70311)
112. Luze (70312)
113. Lyoffans (70313)
114. Magnivray (70314)
115. Magnoncourt (70315)
116. Les Magny (70317)
117. Magny-Danigon (70318)
118. Magny-Jobert (70319)
119. Magny-Vernois (70321)
120. Mailleroncourt-Charette (70322)
121. Mailleroncourt-Saint-Pancras (70323)
122. Malbouhans (70328)
123. Mandrevillars (70330)
124. Marast (70332)
125. Mélecey (70336)
126. Melincourt (70338)
127. Mélisey (70339)
128. Meurcourt (70344)
129. Mignavillers (70347)
130. Moffans-et-Vacheresse (70348)
131. Moimay (70349)
132. Mollans (70351)
133. La Montagne (70352)
134. Montdoré (70360)
135. Montessaux (70361)
136. La Neuvelle-lès-Lure (70385)
137. Oppenans (70395)
138. Oricourt (70396)
139. Ormoiche (70398)
140. Palante (70403)
141. Passavant-la-Rochère (70404)
142. La Pisseure (70411)
143. Plainemont (70412)
144. Plancher-Bas (70413)
145. Plancher-les-Mines (70414)
146. Pomoy (70416)
147. Pont-du-Bois (70419)
148. Pont-sur-l'Ognon (70420)
149. La Proiselière-et-Langle (70425)
150. Quers (70432)
151. Raddon-et-Chapendu (70435)
152. Rignovelle (70445)
153. Ronchamp (70451)
154. La Rosière (70453)
155. Roye (70455)
156. Saint-Barthélemy (70459)
157. Saint-Bresson (70460)
158. Sainte-Marie-en-Chanois (70469)
159. Sainte-Marie-en-Chaux (70470)
160. Saint-Ferjeux (70462)
161. Saint-Germain (70464)
162. Saint-Loup-sur-Semouse (70467)
163. Saint-Sauveur (70473)
164. Saint-Sulpice (70474)
165. Saulnot (70477)
166. Saulx (70478)
167. Secenans (70484)
168. Selles (70485)
169. Senargent-Mignafans (70487)
170. Servance-Miellin (70489)
171. Servigney (70490)
172. Ternuay-Melay-et-Saint-Hilaire (70498)
173. Trémoins (70506)
174. La Vaivre (70512)
175. Le Val-de-Gouhenans (70515)
176. Vauvillers (70526)
177. Vellechevreux-et-Courbenans (70530)
178. Velleminfroy (70537)
179. Velorcey (70541)
180. La Vergenne (70544)
181. Verlans (70547)
182. Villafans (70552)
183. Villargent (70553)
184. La Villedieu-en-Fontenette (70555)
185. Villersexel (70561)
186. Villers-la-Ville (70562)
187. Villers-lès-Luxeuil (70564)
188. Villers-sur-Saulnot (70567)
189. Visoncourt (70571)
190. La Voivre (70573)
191. Vouhenans (70577)
192. Vyans-le-Val (70579)
193. Vy-lès-Lure (70581)

### Arrondissement
L'arrondissement di Lure è composto da 194 comuni raggruppati in 13 cantoni:
- cantone di Champagney
- cantone di Faucogney-et-la-Mer
- cantone di Héricourt-Est
- cantone di Héricourt-Ovest
- cantone di Lure-Nord
- cantone di Lure-Sud
- cantone di Luxeuil-les-Bains
- cantone di Mélisey
- cantone di Saint-Loup-sur-Semouse
- cantone di Saint-Sauveur
- cantone di Saulx
- cantone di Vauvillers
- cantone di Villersexel

## Storia
L'arrondissement di Lure venne creato nel 1800. Nel gennaio 2017 ottenne cinque comuni da parte dell'Arrondissement di Vesoul, in cambio di tre comuni dati ad esso.
A seguito della riorganizzazione dei cantoni della Francia, entrata in vigore nel 2015, i confini dei cantoni non sono più collegati ai confini degli arrondissement.